# Liste der bulgarischen Abgeordneten zum EU-Parlament (2009–2014)
Die Liste der bulgarischen Abgeordneten zum EU-Parlament (2009–2014) listet alle bulgarischen Mitglieder des 7. Europäischen Parlaments nach der Europawahl in Bulgarien 2009.

## Mandatsstärke der Parteien
- SPE: 4
- NI: 2
- ALDE: 5
- EVP: 6

- SPE: 4
- NI: 2
- ALDE: 5
- EVP: 7

| Nationale Partei                                     | Mandate   | Fraktion                                                                               |
| ---------------------------------------------------- | --------- | -------------------------------------------------------------------------------------- |
| Graschdani sa Ewropejsko Raswitie na Balgaria (GERB) | 5         | Fraktion der Europäischen Volkspartei (EVP)                                            |
| Sinjata koalicija (SK)                               | 1 (2) a   | Fraktion der Europäischen Volkspartei (EVP)                                            |
| Dwischenie sa Prawa i Swobodi (DPS)                  | 3         | Fraktion der Allianz der Liberalen und Demokraten für Europa (ALDE)                    |
| Nazionalno dwischenie sa stabilnost i washod (NDSW)  | 2         | Fraktion der Allianz der Liberalen und Demokraten für Europa (ALDE)                    |
| Koalizija sa Balgarija (KB)                          | 4         | Fraktion der Progressiven Allianz der Sozialdemokraten im Europäischen Parlament (S&D) |
| Ataka                                                | 2         | Fraktionslose Abgeordnete (NI)                                                         |
| Gesamt                                               | 17 (18) a |                                                                                        |

## Abgeordnete
| Bild | Name                | von           | bis           | Partei | Fraktion | Anmerkungen                              |
| ---- | ------------------- | ------------- | ------------- | ------ | -------- | ---------------------------------------- |
|      | Slawtscho Binew     | 14. Juli 2009 | 30. Juni 2014 | Ataka  | NI       |                                          |
|      | Preslaw Borissow    | Dez. 2012     | 30. Juni 2014 | GERB   | EVP      | Nachgerückt für Iliana Iwanowa           |
|      | Filis Chusmenowa    | 14. Juli 2009 | 30. Juni 2014 | DPS    | ALDE     |                                          |
|      | Marija Gabriel      | 14. Juli 2009 | 30. Juni 2014 | GERB   | EVP      |                                          |
|      | Stanimir Iltschew   | 14. Juli 2009 | 30. Juni 2014 | NDSW   | ALDE     |                                          |
|      | Andrej Kowatschew   | Juli 2009     | 30. Juni 2014 | GERB   | EVP      | Nachgerückt für Rumjana Schelewa         |
|      | Iwajlo Kalfin       | 14. Juli 2009 | 30. Juni 2014 | KB     | S&D      |                                          |
|      | Metin Kasak         | 14. Juli 2009 | 30. Juni 2014 | DPS    | ALDE     |                                          |
|      | Ewgeni Kirilow      | 14. Juli 2009 | 30. Juni 2014 | KB     | S&D      |                                          |
|      | Marusja Ljubtschewa | Mai 2013      | 30. Juni 2014 | KB     | S&D      | Nachgerückt für Kristian Wigenin         |
|      | Iliana Iwanowa      | 14. Juli 2009 | Dez. 2012     | GERB   | EVP      | Nachrücker: Preslaw Borissow             |
|      | Ilijana Jotowa      | 14. Juli 2009 | 30. Juni 2014 | KB     | S&D      |                                          |
|      | Swetoslaw Malinow   | 14. Juli 2009 | 30. Juni 2014 | SK     | EVP      | Mit dem Vertrag von Lissabon nachgerückt |
|      | Nadeschda Mihailowa | 14. Juli 2009 | 30. Juni 2014 | SK     | EVP      |                                          |
|      | Wladko Panajotow    | 14. Juli 2009 | 30. Juni 2014 | DPS    | ALDE     |                                          |
|      | Monika Panajotowa   | Nov. 2012     | 30. Juni 2014 | GERB   | EVP      | Nachgerückt für Emil Stojanow            |
|      | Antonija Parwanowa  | 14. Juli 2009 | 30. Juni 2014 | NDSW   | ALDE     |                                          |
|      | Rumjana Schelewa    | 14. Juli 2009 | 23. Juli 2009 | GERB   | EVP      | Nachrücker: Andrej Kowatschew            |
|      | Dimitar Stoyanow    | 14. Juli 2009 | 30. Juni 2014 | Ataka  | NI       |                                          |
|      | Emil Stojanow       | 14. Juli 2009 | Nov. 2012     | GERB   | EVP      | Nachrückerin: Monika Panajotowa          |
|      | Wladimir Urutschew  | 14. Juli 2009 | 30. Juni 2014 | GERB   | EVP      |                                          |
|      | Kristian Wigenin    | 14. Juli 2009 | Mai 2013      | KB     | S&D      | Nachrückerin: Marusja Ljubtschewa        |